# Hidroaviación
La Escuela de Hidroaviación, conocido también como Hidroaviación, fue un club peruano de fútbol, ubicado en la ciudad de Ancón en Lima, Perú. Perteneciente a la institución del mismo nombre.

## Historia
Hidroaviación o Escuela de Hidroaviación era un club peruano de fútbol, ubicado en la ciudad de Ancón , Lima. El club fue fundado con el nombre del Club Hidroaviación y jugó en la Primera División Peruana desde 1929 hasta 1931. El club fue el tercer lugar del torneo nacional en 1929. En 1931 Hidroaviación fue relegado a la posición novena de la tabla acumulada. Ante este hecho, el club participó en la liguilla de promoción para salvar la categoría junto con los clubes Circolo Sportivo Italiano, Lawn Tennis y el Ciclista Lima.
En la liguilla de promoción participaron los 4 mejores clubes de la División Intermedia 1931 que fueron: Juventud Perú, Sport Progreso, Miguel Grau y Sucre . Escuela de Hidroaviación salvó la categoría al posicionarse entre los 4 primeros puestos de la liguilla. Sin embargo, para la temporada 1932 no se presentó y el equipo fue desactivado.
En el año 1927, la sede del club en Ancón también fue sede del seleccionado nacional, tras la llegada del técnico uruguayo Pedro Olivieri. Para 1929, el club participó en el primer campeonato nacional entre selecciones departamentales y de las fuerzas armadas, en representación de la armada peruana.
En el año 1932, el club se proclamó campeón de la Copa Uruguay al derrotar al Alianza Frigorífico Nacional por un marcador de 4 a 1.

## Palmarés

### Torneos amistosos
- Copa Uruguay: 1932.